# Воронежский государственный театр юного зрителя имени С. Я. Маршака
Воронежский государственный театр юного зрителя имени С. Я. Маршака — театр юного зрителя в городе Воронеже.

## История театра
Первый профессиональный театр для юных зрителей появился в Воронеже в 1932 году, но из-за начала Великой Отечественной войны он был закрыт.
Современный Театр юного зрителя в Воронеже был открыт 25 декабря 1963 года. Его труппу образовали выпускники театральных учебных заведений Ленинграда и Куйбышева. Главным режиссёром стал Борис Абрамович Наравцевич. Первый сезон был открыт спектаклем по пьесе А. Н. Арбузова «Город на заре».
После отъезда ленинградских актёров и назначения в 1968 году главным режиссёром В. В. Бугрова (был главным режиссёром до 1980 года) в театре были поставлены и сыграны спектакли «Ревизор», «Прощание в июне», «Петля», «Девочка и апрель» и др.
В январе 2025 года театру было присвоено имя С. Я. Маршака.

### Труппа театра
- Заслуженная артистка России А. И. Введенская
- Заслуженный артист Воронежской области М. М. Кривов
- Заслуженный артист Воронежской области С. Е. Смирнов

### Выдающиеся постановки прошлых лет
- «Город на заре»[1][2] (пьеса А. Н. Арбузова)
- «Девочка и апрель» (пьеса Тамары Ян)
- «Сказки Пушкина»
- «Лучше останься мёртвым»
- «В день свадьбы»
- «Ревизор» (пьеса Н. В. Гоголя)
- «Прощание в июне» (пьеса А. В. Вампилова)
- «Петля»
- «Конёк-горбунок»
- «Над пропастью во ржи» (по роману Дж. Сэлинджера)
- «Село Степанчиково» (по повести Ф. М. Достоевского)
- «Капитанская дочка» (по роману А. С. Пушкина)
- «Игроки» (пьесса Н. В. Гоголя)
- «Бедные люди» (по повести Ф. М. Достоевского)
- «Том Сойер» (по роману Марка Твена)
- «Василий Тёркин» (по поэме Александра Твардовского)

## Адрес театра
Воронеж, ул. Дзержинского, 10/а